# Marko Sosič
Marko Sosič, né à Trieste le 22 décembre 1958 et mort à Trieste le 3 février 2021, est un écrivain italien de langue slovène, homme de théâtre et de cinéma.

## Biographie
Marko Sosič passe son enfance et ses années d’école à Trieste puis poursuit des études supérieures à l’Académie des arts du théâtre et du cinéma à l’Université de Zagreb dont il sort diplômé en 1984. Dans le prolongement de ses études, il s’impose rapidement comme homme de théâtre.  
De 1991 à 1994, il dirige le Théâtre national slovène de Nova Gorica (Slovénie). Cette expérience est à l’origine de la publication en 1996 de la chronique théâtrale autobiographique Tisoč dni, dvesto noči (« mille jours et deux cents nuits »). Il dirige par la suite, de 1999 à 2003 et de 2005 à 2009, le Théâtre slovène permanent de Trieste et les Rencontres de Borštnik, festival national du théâtre slovène, à Maribor, pour les saisons 2003-2004 et 2004-2005. Il a écrit et mis en scène de nombreuses pièces radiophoniques, des pièces pour enfants. Il réalise également régulièrement des émissions, des courts-métrages, des documentaires pour la télévision. 
Pour le cinéma, il réalise en 2012 le film Komedija solz (La Comédie des larmes), tiré de son roman Qui de loin t’approches de moi (2012). L’histoire d’un vieil homme vivant seul, acariâtre et xénophobe, hanté par les guerres qui ont ravagé la région. On peut voir dans ce texte un portrait au vitriol d’une inclinaison d’une partie de la société triestine et, de façon plus générale, de nos sociétés au repli sur elles-mêmes, incapables de sortir de leurs histoires et de s’ouvrir. 
Marko Sosič commence à publier des textes à la fin des années 1990 repris pour partie dans son premier livre édité en 1991 Rosa na steklu (De la rosée sur la vitre), qui sera suivi par sept autres ouvrages. Trois d’entre eux ont été publiés en français aux Editions franco-slovènes & Cie. L’œuvre de Marko Sosič fait également l’objet de traductions en italien, allemand, anglais, serbe, géorgien, lituanien, roumain et hongrois. 
Toute son œuvre littéraire est profondément marquée par le télescopage d’un passé qui ne veut pas passer, à l’instar du personnage récurrent de la femme qui vit avec une balle dans le crâne et de la figure très présente de l’enfant qui porte un regard décalé sur notre monde. C’est une blessure qui reste à vif, entretenue par la permanence de frontières qui divisent, séparent et nourrissent : totalitarismes, fascismes, guerres, violences, xénophobies. Comme l’écrit son éditrice et traductrice Zdenka Štimac : « […]la Seconde Guerre mondiale, le rideau de fer, leurs conséquences sur nos vies, sur notre quotidien, les douleurs et les souffrances engendrées par les mouvements de l’histoire, les motifs s’entrecroisant d’une nouvelle à l’autre, d’un livre à l’autre, avec toujours cette immense poésie et ce style si particulier, où se mêlent dans une même phrase, dans une même nouvelle, dans un même livre, le beau et l’horrible, à l’image de notre monde  . Outre qu’ils sont politiques, ses romans sont également très poétiques et d’une certaine façon très drôles. Dans Tito, amor mijo, qui se déroule à Trieste dans une famille slovène, l’enfant, par exemple, qui cherche à comprendre où il vit, explique : « … oncle Albert dit que notre patrie, c'est toute la Yougoslavie, alors que madame Slapnik dit que notre patrie, c'est seulement la Slovénie, et maman dit que nous sommes des Slovènes qui vivons en Italie et (...) que nous avons deux présidents, monsieur Saragat et le maréchal Tito, qui n'est pas un monsieur mais un camarade. »
Marko Sosič participe de la grande tradition littéraire triestine, hier d'Italo Svevo et d'Umberto Saba, de Giani Stuparich, aujourd’hui, pour en rester aux plus connus, de Giorgio Pressburger, de Boris Pahor, et de Claudio Magris, ou encore, sur un autre registre littéraire, de l’écrivain voyageur Paolo Rumiz ou de l’auteur de romans policiers Veit Heinichen.

## Œuvres
- Rosa na steklu. Trieste : Mladika, 1991. Tisoč dni, dvesto noči. Nova Gorica, 1996
- Balerina, balerina. Trieste, 1997. Traduction française : Balerina, Balerina, Montreuil,  Editions franco-slovènes & Cie, 2013
- Tito,amor mijo. Maribor : Litera, 2005. Traduction française : Tito, amor mijo, Montreuil, Editions franco-slovènes & Cie, 2016
- Iz zemlje in sanj. Maribor : Litera, 2011. Traduction française, De terre et de rêve, Montreuil : Editions franco-slovènes & Cie, 2017
- Ki od daleč prihajaš v mojo bližino (« qui de loin t'approches de moi »). Ljubljana : Studentska Litera, 2012
- Kratki roman o snegu in ljubezni (« court roman de neige et d'amour »). Maribor : Založba Litera, 2014
- Kruh, prah (« pain, poussière »). Novo mesto : Goga, 2018

## Distinctions
- Prix Vstajenje (résurrection) à Trieste en 1998
- Mention spéciale du prix Umberto Saba (Trieste) en 2005
- Prix de la ville de Salo en 2005